# Richard Russo

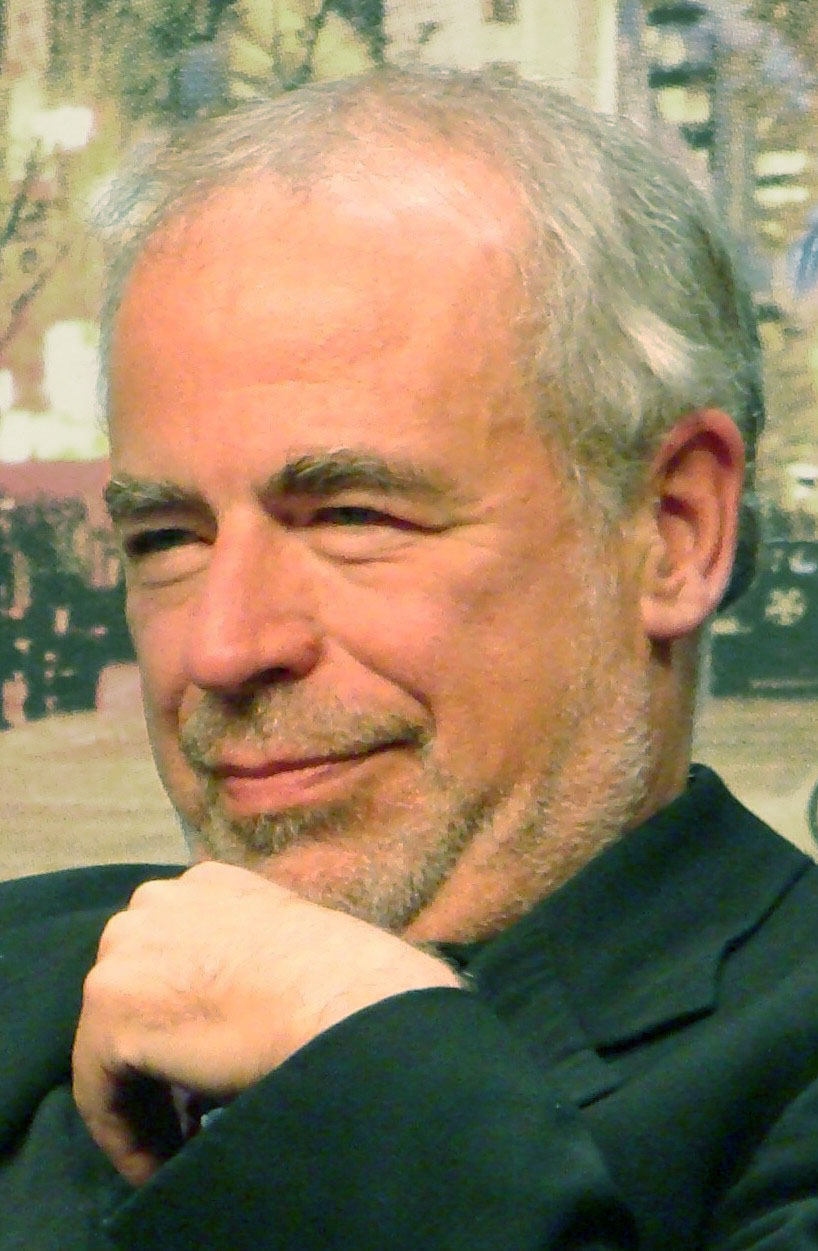
Richard Russo

Richard Russo (Johnstown, 15 juli 1949) is een Amerikaanse schrijver die in 2002 de Pulitzer-prijs voor literatuur won voor zijn boek Empire Falls. Hij bewerkte Empire Falls zelf tot een geschikte versie voor verfilming in de gelijknamige miniserie uit 2005.
Russo studeerde aan de Universiteit van Arizona. 